# Papas Antiguas de Canarias

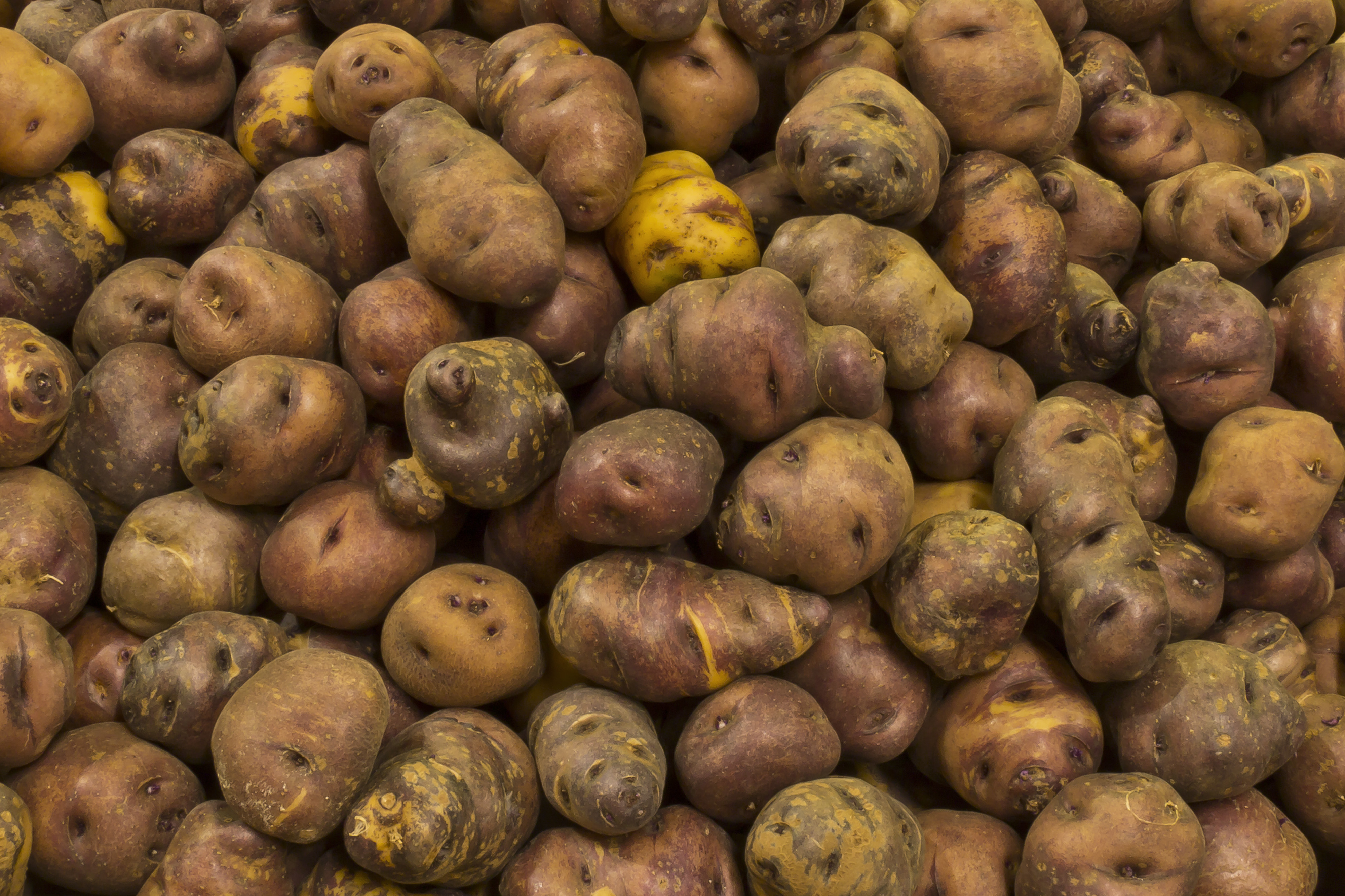
Papas Antiguas de Canarias,
Sorte Papa negra

Papas Antiguas de Canarias sind Kartoffeln der auf den Kanarischen Inseln seit dem 16. Jahrhundert angebauten Sorten. Sie werden auch regionale, traditionelle oder bunte Kartoffeln genannt. Die Bezeichnung Papas Antiguas de Canarias ist eine Geschützte Ursprungsbezeichnung.

## Herkunft
Papas Antiguas de Canarias sind die Knollen der Kartoffel (Solanum tuberosum), der Unterarten Andigena, (aus den Anden kommend) Tuberosum und Chaucha. Die Kartoffeln wurden im 16. Jahrhundert direkt aus Amerika auf die Kanarischen Inseln gebracht und dort in klimatischen Zonen angebaut, die ihren Herkunftsgebieten ähnlich waren. Aus dem Jahr 1567 ist ein Export von Kartoffeln von Gran Canaria nach Antwerpen bekannt.
Es wird auch berichtet, dass 1574 ein Schiff mit Kartoffeln von Teneriffa nach Rouen fuhr.  Die heute angebauten Papas Antiguas de Canarias wurden über mehr als 400 Jahre hinweg den geschmacklichen Ansprüchen der Bevölkerung aber auch den jeweils sehr unterschiedlichen Klima- und Bodenverhältnissen der Inseln angepasst. Sie gelten daher als Autochthone Arten der Kanarischen Inseln.

## Anbaugebiet
Die Fläche auf der Papas Antiguas de Canarias angebaut werden beträgt ca. 1.000 Hektar. 90 % davon liegen auf der Insel Teneriffa.  Die traditionellen Kartoffelanbaugebiete befinden sich besonders auf den Nordseiten der Inseln La Palma und Teneriffa zwischen 200 und 800 msnm auf den Südseiten zwischen 600 und 800 msnm. Auf Gran Canaria und Fuerteventura sind der Anbau traditioneller Sorten und die damit verbundene Kultur verloren gegangen. Die Voraussetzungen in Bezug auf Bodenbeschaffenheit, Wetter- und Lichtverhältnisse sind für die einzelnen Sorten unterschiedlich. Die Pflanzungen liegen meist auf kleinen Feldern am Rand bewaldeter Gebiete. Um einen Befall von Schädlingen und Krankheiten zu verringern und um dem Boden die Möglichkeit einer Regeneration zu geben, ist ein Fruchtwechsel notwendig. Die Flächen, auf denen die Papas Antiguas angebaut werden, eignen sich aufgrund der Lage und Beschaffenheit nur zum Anbau weniger anderer landwirtschaftlicher Produkte.

## Besondere Eigenschaften

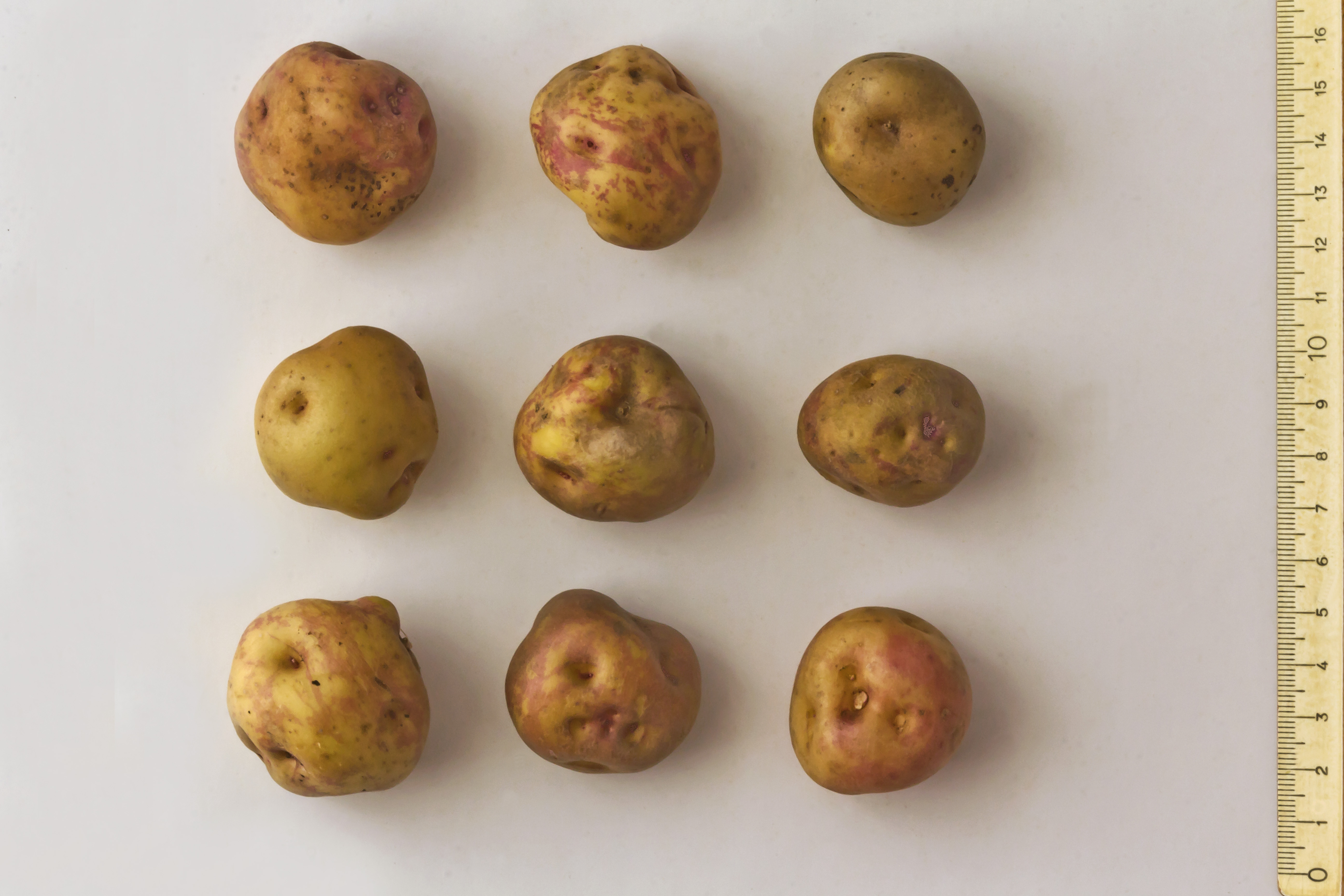
Papas Antiguas de Canarias,
Sorte Papa bonita

Die Papas Antiguas de Canarias sind nicht groß. Ihr Durchmesser liegt zwischen 1 cm und 8 cm. Sie sind meist rund und haben häufig tiefe Augen. Die Schale ist, je nach Sorte, schwarz-violett bis braun aber auch heller rosa bis orange. Das Fleisch ist cremefarben bis dottergelb (yema de huevo). Nach dem Kochen ist das Fleisch der meisten Sorten cremig oder butterartig, selten mehlig.
Die Kartoffelsorten der Untergruppe Andigena haben allgemein eine lange Wachstumsperiode, so dass bei diesen Sorten im Gegensatz zu anderen Sorten mehrere Ernten pro Jahr kaum möglich sind. Die Erträge der traditionellen Sorten liegen bei 1:10. Das besagt, dass man aus einer bestimmten Menge von Saatkartoffeln die zehnfache Menge an Kartoffeln ernten kann. Bei den neuen Sorten beträgt das Verhältnis 1:25.

## Heutige Bedeutung
Die Papas Antiguas de Canarias machen etwa 3 % der auf den Kanarischen Inseln erzeugten Kartoffeln aus. Die anderen auf den Kanarischen Inseln angebauten Kartoffelsorten werden „Papas blancas“ oder „Papas comerciales“ genannt.  Das sind Sorten, die im Lauf des 18. und 19. Jahrhunderts vom spanischen Festland kamen und südamerikanische Sorten, die von Rückwanderern in den 1970er und 1980er Jahren aus Kolumbien und Venezuela mitgebracht wurden. Der Rest sind in erster Linie auf Gran Canaria angebaute ertragreiche Sorten, deren Saatkartoffeln zumeist auch aus dem Vereinigten Königreich bezogen werden.
60 % der auf den Kanarischen Inseln gegessenen Kartoffeln sind Importe aus dem Vereinigten Königreich, Dänemark, Marokko und Ägypten. In der Gastronomie werden dem Gast als „Papas arrugadas“ üblicherweise aus dem Vereinigten Königreich importierte Kartoffeln der Sorte King Edward serviert.
Nur Kartoffeln bestimmter Sorten, die auf den Kanarischen Inseln geerntet wurden, dürfen, wenn auch deren Pflanzkartoffeln von den Kanarischen Inseln stammen, Papas Antiguas de Canarias genannt werden. Diese Spezialitäten der Kanarischen Küche werden nicht als Sättigungsbeilage angesehen, sondern als Delikatessen, die zusammen mit besonderen Soßen (Mojos) gegessen werden. Papa negra gilt als eine der teuersten Kartoffelsorten.  Diese Kartoffeln sind ein wesentlicher Bestandteil der traditionellen Küche der Inseln und eines der von Inselbesuchern und Touristen am meisten geschätzten Qualitätserzeugnisse.